# Éducation en République démocratique allemande

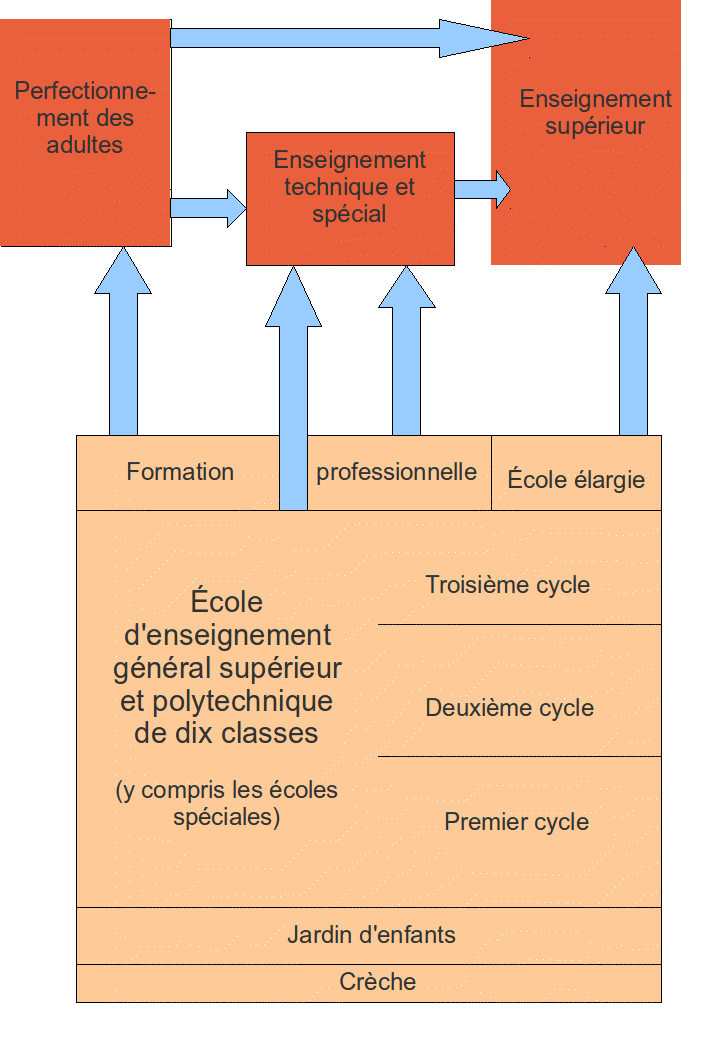
Structure de l'enseignement en RDA

Le système éducatif est-allemand existait depuis 1946 dans ce qui était à l'époque la zone d'occupation soviétique. Il fut prononcé par la loi sur la démocratisation de l'école allemande en tant qu'école unitaire (Einheitsschule). Il n'existait qu'une seule école en RDA, et celle-ci assurait la même instruction pour tous les enfants. L'enseignement était gratuit, laïc et public. Le système d'enseignement comprenait l'éducation préscolaire, l'école d'enseignement général et polytechnique de dix classes, la formation professionnelle, la préparation aux études supérieures, l'enseignement technique, spécial et supérieur, le perfectionnement et la formation permanente, les écoles spéciales et les centres professionnels pour les handicapés moteurs et cérébraux, pour les mal-voyants, pour les enfants et les adolescents relevants de longue maladie, et enfin, les écoles d'orthophonie. Aussi, les établissements de l'enfance assistée s'occupaient des orphelins ainsi que d'autres enfants.
Le système éducatif a été deux fois réformé en profondeur. En 1959, l’école supérieure polytechnique d'instruction générale en dix classes (en allemand Zehnklassige polytechnische Oberschule) a été introduite en tant qu'école unitaire type pour tous les écoliers par la loi sur le développement socialiste du système scolaire (Gesetz über die sozialistische Entwicklung des Schulwesens). La fixation de la loi sur le système scolaire socialiste unitaire (Gesetz über das einheitliche sozialistische Bildungsystem) de 1965 fixa le système éducatif de la RDA jusqu'à sa disparition.
En RDA, l'État avait le monopole de l'éducation, par l'intermédiaire du ministère de l'Éducation de la RDA. L'enseignement, qui était centralement organisé, dépendait du SED. Margot Honecker, femme d'Erich Honecker, secrétaire général du parti à partir de 1961, fut la ministre de l'Éducation Populaire pendant de nombreuses années, de 1963 à 1989. Il n'y avait – mis à part quelques rares exceptions (par exemple, la Katholische Theresienschule Berlin-Weissensee) – aucune école privée reconnue par l'État.
Le système éducatif étatique avait, à côté de la transmission de connaissances, un devoir d'éducation politico-idéologique. Une exigence politique en faveur du régime étaient de mise pour les 185 000 professeurs de la fin de la RDA à côté de leurs capacités professionnelles.
Les trois cycles d'apprentissage sont:
1er cycle: apprentissage des notions de base.
2e cycle: approfondissement de ces notions.
3e cycle: spécialisation.

## Buts éducatifs

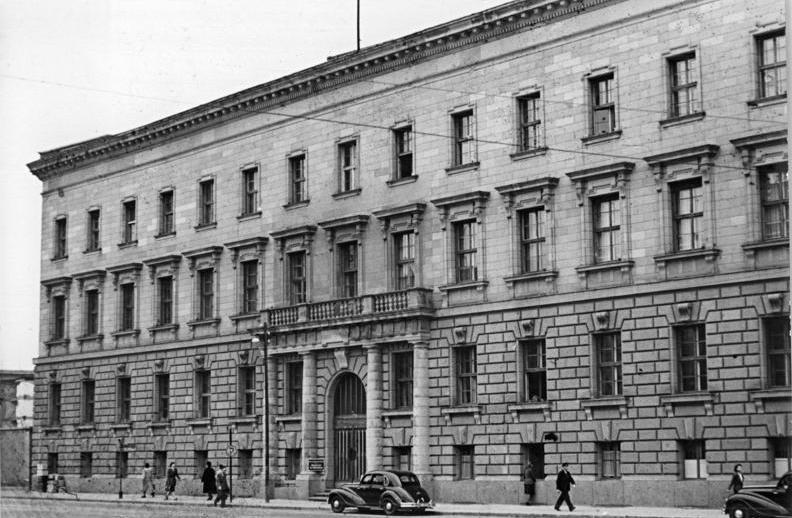
Ministère de l'éducation populaire, 1952

La loi sur l'éducation de 1965 formula le vœu de former « des personnes socialistes universelles et harmonieuses ». L'école supérieure polytechnique (Polytechnische Oberschule, POS) devait dispenser une haute formation générale pour tous les adolescents, tandis que les formations spéciales se fondaient sur les formations pour ouvriers spécialisés des écoles supérieures avancées (Erweiterte Oberschule, EOS), mais aussi sur les écoles spécifiques, les institutions d'études comme les écoles spécialisées et les écoles d'ingénieurs tout comme les écoles supérieures et les universités ainsi que différentes formations complémentaires.
La formation générale dispensée par les POS était fortement orientée vers les sciences naturelles et la technique. Le cours de polytechnique était une particularité, qui très tôt, était censée créer un lien étroit avec le monde du travail et devait familiariser les élèves avec la « production socialiste ». Aussi, dans les autres établissements de formation, c'était tout un enchaînement de formations pratiques et théoriques, d'apprentissages et d'activités productives qui était mené.
Un important principe du système éducatif de la RDA était l'unité de la formation et de l'éducation (Einheit von Bildung und Erziehung). Les enfants et adolescents devaient être des membres à part entière de la société socialiste et devaient s'identifier à l'État. L'ensemble du système scolaire était fortement empreint par l'idéologie et militarisé. Le système idéologique de la RDA se retrouvait dans le contenu de plusieurs matières scolaires. À partir de 1978, l'éducation défensive (Wehrerziehung) formait en tant que cours de défense (Wehrunterricht) une partie de la formation scolaire. L'engagement des écoliers en allant dans le sens du système sociétal est-allemand était attendu. Aussi, l'organisation des loisirs à l'école au travers de l'organisation des pionniers Ernst Thälmann et de la Jeunesse libre allemande (Freie Deutsche Jugend, FDJ) était en partie idéologiquement orientée.
En ce qui concerne l'accès à tous les établissements d'éducation du secondaire et plus, des critères politiques tels que l'« engagement social » des élèves, et plus tard l'engagement dans un plus long service dans la NVA, le métier des parents ou l'appartenance à une organisation de masse voire au Parti socialiste unifié d'Allemagne (SED) étaient décisifs.

## Structure du système éducatif
Avec le dernier grand amendement de 1965 et la restructuration des années 1970, le système éducatif de la RDA demeura presque inchangé jusqu'à la réunification allemande et était constitué de la manière suivante :

### Les crèches
Bien qu'elles appartenaient au système scolaire, la surveillance des crèches était du ressort du ministère de la santé. Elles accueillaient les enfants âgés de quelques mois jusqu'à l'âge de 3 ans. Avant que les enfants ne soient déposés à la crèche, il y avait un délai minimum de congé maternité à respecter, afin d'établir un bon développement psychique de l'enfant ne nuisant pas au lien important mère-enfant des 5 à 6 premières semaines de vie. Le rôle principal des crèches était le soin des enfants. L'encadrement, qui était très bien aménagé, était ciblé sur le soutien du développement dans tous les domaines et des examens médicaux réguliers d'une grande diversité étaient pratiqués. À côté des examens corporels, il y avait une surveillance constante du développement psychique et cognitif de l'enfant. D'éventuels troubles du langage étaient pris en charge très rapidement par un orthophoniste ainsi que les troubles psychomoteurs. De plus, les crèches s'occupaient de la vaccination complète des enfants, chose que les parents n'étaient pas autorisés de refuser. C'est aussi dans les crèches que commençait la stimulation pédagogique précoce des enfants. Depuis les années 1960 un travail s'opérait en conséquence d'un plan d'état d'éducation s'intitulant « Devoirs pédagogiques et méthodes de travail dans les crèches » (Pädagogische Aufgaben und Arbeitsweise in Krippen), comparable avec le plan d'état de formation et d'éducation concernant les jardins d'enfants. Les enfants devaient s'habituer à avoir un emploi du temps fixe et régulier, à avoir une occupation intellectuelle commençant à la fin de leur première année, à faire beaucoup de sport et d'activités à l'air libre, au fait d'être propre à la fin de leurs deux ans, à faire des jeux de logique, de la musique, à peindre ainsi qu'à plein d'autres activités. Tout ceci était au centre de l'éducation quotidienne des enfants. Les comportements entre les différentes personnes devaient être conforme aux normes de la vie en collectivité pour des contacts polis et sans violence, d'entraide, de courtoisie et de respect des règles. Tout ceci étaient des éléments importants de la prise en charge des crèches.
Les crèches suivaient le principe de l'école quotidienne et étaient ouvertes à plein temps, en règle générale de 6 heures à 18 heures, de temps à autre jusqu'à 19 heures. Les frais à payer mensuellement par enfant s'élevaient à 27,50 marks. Dans les années 1980, la densité du réseau de prise en charge atteignait les 80 % dans les zones des grandes villes, ce qui signifiait que 80 % des enfants avaient une place. La valeur maximale se rapprochait des 99 % dans certaines grandes agglomérations. La proportion de l'encadrement était de 1:5, trois puéricultrices ou aides maternelle s'occupaient de 15 enfants.
Le profil professionnel des puéricultrices et des aides maternelles étaient traditionnels – comme tous les métiers pédagogiques et d'éducation en RDA – et requéraient des études professionnelles de plusieurs années.

### Les jardins d'enfants
Le jardin d'enfant prenait en charge gratuitement les enfants de 3 ans jusqu'à leur scolarité, qui s'effectuait à l'âge de 6 ans, et avait pour mission de les faire progresser jusqu'à ce qu'ils soient mûrs pour aller à l'école. Contrairement à la RFA, les éducatrices avaient un rôle clairement défini en ce qui concerne le rôle éducatif (elles entraînaient par exemple les enfants à l'expression orale) et étaient par conséquent rattachées au ministère de l'éducation populaire. On faisait apprendre aux enfants les bases mathématiques (compter avec les tables d'addition jusqu'à 10), peindre, chanter, faire des petites constructions (par exemple avec de la pâte à modeler) ou encore ils faisaient leurs premières expériences avec l'écriture. Ils étaient sous surveillance sanitaire et passaient régulièrement des visites médicales, et les éducatrices veillaient à leur maturation physique et psychique. L'éducation dans les jardins d'enfants comprenait aussi des éléments civiques et commençait déjà avec une éducation politique allant dans le sens du socialisme.
Les éducatrices étaient formées en trois ans par les écoles pédagogiques, et celles-ci formaient environ 1800 éducatrices par an. Le but des jardins d'enfants était de pouvoir assurer aux femmes la possibilité de travailler ou de suivre une formation tout en s'assurant de l'éducation de son enfant.

### L'École d'enseignement général et polytechnique de dix classes

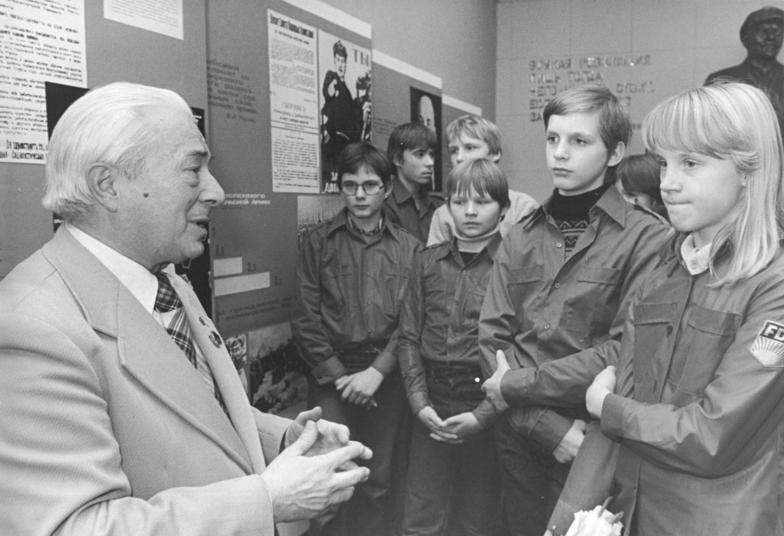
Écoliers de la 23e École Polytechnique Arthur Becker en visite au musée de l'Armée, à Berlin-Karlshorst.

Cette école (Polytechnische Oberschule (POS)) symbolisait à partir de 1959 le type d'école le plus répandu. Elle était obligatoire et gratuite pour tous les enfants et constituait un droit. Les enfants de 6 ou 7 ans étaient scolarisés après un test d'aptitude médical. Le jour fixé pour cette occasion était le 31 mai. Les enfants qui avaient alors 6 ans après ce jour intégraient l'école pour l'année suivante. Des exceptions à cette règle étaient possibles (le jour fixé alors était le 31 août) et se faisaient sur souhait des parents ainsi qu'avec l'accord du médecin qui réalisait le test d'aptitude. Une rétrogradation pour cause de retard de développement était rare.
À partir de décembre 1959, la POS se divisa en deux cycles : la Unterstufe (1re – 4e classes) et la Oberstufe (5ème-10ème classe), que la loi sur l'école de 1965 modifiera. La division comprenait après cette réforme trois cycles : la Unterstufe (1re – 3e classes), dans laquelle des professeurs spécialement formés enseignaient ; la Mittelstufe (4e – 6e classes), où à partir de la 5e classe le russe était enseigné en tant que première langue étrangère et où d'autres matières étaient considérablement développées ; et la Oberstufe (7e – 10e classe), dans laquelle le cours de polytechnique jouait un rôle important. L'enseignement était conçu comme un processus continu de la première à la dixième année scolaire.
Le premier cycle (Unterstufe) était destiné à l'apprentissage de la lecture et de l'écriture, les premières bases de mathématiques ainsi que l'étude du milieu et de la société (ces deux matières étant à orientation politique allant dans le sens du régime). Plus des deux tiers des enfants du premier cycle restaient à l'étude après la classe, où ils faisaient leurs devoirs sous la direction d'instituteurs et d'éducateurs, jouaient et faisaient du sport.
Le cycle moyen (Mittelstufe) voyait l'entrée dans l'enseignement des sciences exactes, des sciences sociales et des langues étrangères vivantes. Les enfants apprenaient à déchiffrer les mécanismes de la vie de la société, étudiaient les bases des sciences et des techniques et recevaient une éducation artistique. C'était aussi dans ce cycle que débutait la technologie pratique. Les enfants apprenaient à comprendre les phénomènes de la nature et de la société et faisaient aussi l'apprentissage des techniques de documentation et d'étude personnelle afin d'élargir leurs connaissances.
Au début du troisième cycle (Oberstufe), une seconde langue étrangère venait se greffer sur l'enseignement du russe (français ou anglais).
En huitième classe, une cérémonie marquant l'entrée des jeunes dans le monde des adultes, la Jugendweihe, était préparée. À cette occasion les jeunes s'engageaient à travailler de façon exemplaire et à servir leur patrie. La Jugendweihe était conçue comme une préparation à la vie dans la société socialiste et se voulait un remplacement de la confirmation protestante. Chaque année, plus de 90 % des élèves de la huitième classe la préparaient.
L'école générale donnait une solide instruction et forgeait les bases de l'épanouissement individuel de l'individu, et sa grande caractéristique était qu'elle dispensait un enseignement polytechnique, d'où l'accent mis sur les mathématiques et le sciences exactes. L'éducation intégrait les derniers acquis des sciences, et La POS se terminait par un examen final écrit en allemand, en russe, en mathématiques et en sciences naturelles (choix entre physique, chimie et biologie) ainsi qu'un examen sportif et ensuite quelques examens oraux. Les enfants apprenaient les techniques du travail (travaux manuels, jardinage, bases théoriques de la production socialiste) et effectuaient un stage dans une usine ou une ferme collective pendant le troisième cycle. Le certificat de fin d'études correspondait à peu près au Realschulabschluss (mittlere Reife) ouest-allemand (équivalent du brevet des collèges français), et est aujourd'hui reconnu en tant que tel. Ce certificat de fin d'études permettait d'entreprendre une formation professionnelle ainsi que des études dans l'une des nombreuses écoles professionnelles. L'abandon prématuré de la POS après la huitième, ou encore plus rarement, la neuvième classe était possible sur demande des parents et après approbation de l'école. Une formation professionnelle pouvait être ainsi effectuée, principalement dans le domaine de la production industrielle, l'artisanat et l'agriculture, elle durait souvent un an de plus et se terminait par un « certificat de travailleur spécialisé partiel » (Teilfacharbeiterabschluss).
Les enseignants en POS recevaient une excellente formation et les instituteurs, pour les classes 1 à 4, suivaient quatre années de formation dans un institut pédagogique. Les professeurs diplômés des classes 5 à 10 et de l'école élargie (voire section suivante) (classes 11 et 12) suivaient cinq années d'études dans une université ou une école pédagogique supérieure. En moyenne, 8000 élèves-maîtres terminaient chaque année leurs études. Les 5800 écoles générales de la RDA avaient en 1982 170 000 enseignants et 34 000 éducateurs.
Pour une admission à l'École Supérieure Élargie (Erweiterte Oberschule (EOS)), ou pour faire une formation professionnelle avec le baccalauréat, une seconde langue étrangère était nécessaire.
| Proportion des enseignements                                                 |             |
| pour une 10e classe de POS (1988)                                            | Pourcentage |
| Langue allemande et littérature                                              | 22,9        |
| Éducation artistique/Musique                                                 | 6,8         |
| Sciences sociales                                                            | 10,9        |
| Mathématiques                                                                | 17,7        |
| Sciences naturelles                                                          | 12,2        |
| Langues étrangères                                                           | 11,0        |
| Éducation physique                                                           | 7,5         |
| Polytechnique                                                                | 11,0        |
| Source : 40 Jahre DDR - Staatliche Zentralverwaltung für Statistik, mai 1989 |             |

### École supérieure élargie
C'est après avoir intégré une EOS que les écoliers pouvaient passer leur bac. Elle se composait de la 9e à la 12e classe et depuis 1983 – les écoles spéciales étant mises à part – elle se composait seulement plus que des 11èmes et 12èmes classes. Seul un nombre limité des écoliers d'une même année pouvaient fréquenter une EOS (7 à 10 % maximum d'une classe). Les futurs bacheliers étaient alors à partir de la 8e classe (plus tard jusqu'à la 10e classe) complètement intégrés à la POS. Pour être admis dans une EOS, une certaine fiabilité politique et la classe sociale des parents étaient déterminantes en plus des performances scolaires pour le métier souhaité. Venir de la classe ouvrière était en Allemagne de l'Est un avantage. Pour obtenir le baccalauréat, il était aussi possible de faire une formation professionnelle de trois ans (Berufsausbildung mit Abitur), qui comprenait après la 10e classe des cours ayant pour but l'obtention du baccalauréat tout en étant lié à un centre de formation professionnel. Le nombre de places pour ces places d'apprenti ainsi que la nature des places offertes de professions à formation professionnelle étaient limitées (5 % d'une promotion).
De plus, il y avait dans quelques universités des cours préparatoires qui duraient une année pour les jeunes ouvriers spécialisés afin d'obtenir une permission d'accès aux études supérieures, ce qui était toutefois valable pour peu de matières. La condition préalable était que la formation convienne tant sur le plan professionnel qu'avec les études.
Les études débutaient avec le bac ou la permission d'accès aux études supérieures. Pour les hommes, la condition préalable était l'accord du bureau du recrutement du service national (Wehrkreiskommando). Sauf dispense, le service militaire devait être effectué avant les études. En règle générale, il n' y avait pas d'interruption pendant les études pour le service militaire, à l'exception de 5 semaines de réserve au cours du 3e ou 4e semestre. C'est parce qu'il y avait une limitation du nombre de personnes commençant leurs études que l'admission au baccalauréat avait lieu. C'est ainsi que pour chaque bachelier, une place à l'université était disponible, même si ce n'était pas obligatoirement dans la filière souhaitée.
Une possibilité supplémentaire pour avoir accès à l'enseignement supérieur consistait en une formation spécialisée effectuée au préalable (par exemple d'ingénieur ou d'infirmière).
En comparaison à l'Abendgymnasium en Allemagne de l'ouest, il était aussi possible de se préparer pour la permission d'accès aux études supérieures à l'université populaire. Il y avait des cours spéciaux pour les travailleurs postés, qui avaient lieu au choix le matin ou l'après-midi. Les examens finaux avaient lieu le même jour que ceux des EOS.
Les Facultés des Ouvriers et des Fermiers (Arbeiter-und-Bauern-Fakultäten, ABF) jouaient un rôle particulier dans le système éducatif de la RDA, et symbolisaient une forme particulière d'encouragement éducatif tout en menant au baccalauréat.

### Formation professionnelle
La formation professionnelle faisait partie du système d'enseignement, et la RDA avait réalisé depuis de nombreuses années les Recommandations sur l'éducation technique et professionnelle adoptées par l'UNESCO en 1974. Une place en apprentissage était assurée pour chaque adolescent par l'État, ce qui représentait un des avantages de la planification socialiste du travail. Un vaste système d'orientation était mis en place afin d'assurer la concordance la plus large possible entre les intérêts et désirs personnels et les nécessités sociales. Il existait plus de 200 centres d'orientation dans les grandes villes et des bureaux d'orientation dans les entreprises. Les modalités de l'apprentissage étaient réglées par le code du travail de la RDA. Le contrat de travail devait conclu au plus tard six mois avant la fin de la formation. En Allemagne de l'Est, le chômage était inexistant et chaque apprenti accédait à un emploi.
La plupart des apprentis suivaient la formation théorique dans les écoles professionnelles des entreprises et des combinats. Les écoles d'apprentissage municipales accueillaient les apprentis des petites entreprises, des métiers de l'artisanat et des services. La formation pratique s'effectuait dans les entreprises. Il existait par ailleurs plusieurs écoles professionnelles nationales dotées d'internats.
Trois filières étaient proposées aux élèves après la 10e classe : la formation professionnelle de deux ans, qui donnait accès à l'enseignement technique ou spécial, la préparation du bac ou une formation de trois ans comportant la préparation parallèle d'un diplôme professionnel ainsi que du bac. Les adolescents n'ayant pas obtenu le certificat de la 10e classe avaient le choix entre 67 formations de trois ans qui débouchaient sur un diplôme professionnel.
Les programmes de formation professionnelle étaient les mêmes pour tout le pays. Des commissions composées d'ouvriers, de paysans, de cadres de maîtrise, d'ingénieurs, de chercheurs, d'enseignants, de représentants des syndicats et des organisations de jeunesse avaient révisé au début des années 1980 un grand nombre de programmes afin d'y intégrer les acquis de développement des sciences et des techniques, en particulier pour le génie scientifique, l'électronique, les techniques de l'automatisation et l'agriculture.
La formation professionnelle était divisée en formation générale et spécialisation. La formation générale comprenait également l'instruction civique, les sports, les grandes généralités sur les techniques d'automatisation, l'informatique, l'électronique, l'économie d'entreprise et le droit socialiste. La spécialisation, qui durait environ six mois, s'effectuait en atelier.

### Préparation du baccalauréat
Pour accéder à l'enseignement supérieur, il fallait être en possession du baccalauréat. Il existait plusieurs filières pour s'y préparer. Les adolescents qui sortaient de l'école générale pouvaient poursuivre leur scolarité et préparer le bac en deux ans ou suivre une formation professionnelle associée à la préparation du bac en trois ans.
Les adultes qui travaillaient pouvaient eux aussi préparer le bac à l'Université populaire. Certains établissements d'enseignement supérieur avaient des cours spéciaux de préparation. Le diplôme d'une école technique ou spéciale était aussi assimilé au baccalauréat.

### L'enseignement supérieur
Les études étaient gratuites en RDA car entièrement financées par l'État. Pour déposer un dossier de candidature pour des études supérieures, techniques ou spéciales, il fallait répondre à certaines conditions, dont une certaine fiabilité politique, et venir de la classe ouvrière était un atout, en plus du baccalauréat qui était exigé pour toute forme d'études supérieures. Pour suivre des études techniques ou spéciales (240 établissements au total), il fallait avoir le certificat de la dixième classe. Les candidats aux études techniques ou économiques devaient aussi avoir suivi une formation professionnelle complète, et, en général, avoir travaillé un an dans la branche à laquelle ils se destinaient. Si les parents critiquaient le régime, le plus souvent, il était interdit aux enfants d'étudier.

Compte tenu des places disponibles, la sélection des candidats s'effectuait en fonction des résultats scolaires, du travail effectué et de leur engagement dans des activités au service de la société. Il existait des commissions d'admission au sein de tous les établissements d'enseignement supérieur, technique et spécial, composées de professeurs, de représentants de l'organisation de la jeunesse et des syndicats. Les taux des étudiants provenant de la classe ouvrière et paysanne était de 60 % des effectifs.
L'enseignement supérieur était constitué des 54 universités et écoles supérieures du pays qui, en plus de leur vocation d'éducation, étaient de grands centres de recherche. Les études duraient de 4 à 5 ans, à l'exception de la médecine (6 ans), et étaient consacrées à l'évolution des sciences, à l'étude des nécessités sociales et professionnelles, où une grande attention était portée sur l'aspect pratique de l'éducation. À côté de la formation scientifique, une solide instruction générale était dispensée ainsi qu'une formation philosophique et idéologique par des cours de marxisme-léninisme. Aussi, le programme des études comportait des stages dans des entreprises et des établissements. Les études se terminaient par la rédaction d'un mémoire, travail scientifique individuel et étaient sanctionnées par l'obtention du premier grade universitaire. Les étudiants qui se distinguaient par leurs résultats pouvaient ensuite suivre un cycle de recherche de 3 ans et passer un doctorat. Les études techniques et spéciales duraient en général 3 ans et étaient sanctionnées par un examen et l'attribution d'un titre professionnel.
Tous les étudiants à temps plein percevaient un salaire étudiant qui n'avait pas à être remboursé. Il était composé d'une allocation de base de 200 marks par mois et de suppléments qui dépendaient des résultats et de la situation sociale (par exemple les étudiants ayant des enfants). Les étudiants étaient automatiquement assurés et avaient accès gratuitement à tous les établissements de santé. Le prix des repas dans les restaurants universitaires était extrêmement modique (0,80 mark), de même que le loyer en résidence universitaire (10 marks par mois). Les étudiants bénéficiaient d'une remise de 50 % sur le prix des places de théâtre, de cinéma et pour les rencontres sportives.
L'affectation professionnelle des étudiants était préparée longtemps à l'avance, et ils concluaient un contrat de travail avec leur futur employeur pendant la dernière année universitaire.

### La Sonderschule
La Sonderschule était un type d'école qui désignait tous les aménagements éducatifs dans lesquels les enfants ou adolescents handicapés pouvaient être éduqués dans la limite de leurs possibilités afin de devenir autant que possible un membre à part entière de la société socialiste. Les écoles d'aide (Hilfsschulen) en faisaient partie et s'occupaient des enfants handicapés ou inadaptés mais aussi des enfants non-voyants et mal-entendants. Les écoles orthophoniques ainsi que les écoles pour les enfants atteints des nerfs faisaient partie de ces Sonderschulen.
Les écoles ainsi que les classes dans les hôpitaux et les centres de rééducation avaient eux aussi le statut de Sonderschule.

### La Spezialschule
Afin d'encourager les élèves particulièrement doués, il existait tout un système varié de Spezialschulen. Il s'agissait parfois aussi de classes spéciales qui étaient liées administrativement à une POS ou à une EOS. Les écoles de russe étaient particulièrement connues, et étaient fréquentées à partir de la 3e classe, tout comme les écoles de sport pour les enfants et les jeunes (Kinder- und Jugendsportschulen (KJS)). Suivaient ensuite des écoles spéciales pour la musique, les mathématiques, les sciences naturelles, l'électronique ou encore les langues. Les écoles spéciales commençaient à des degrés différents de scolarité. Quelques classes spéciales possédaient une 13e classe en faveur de l'enseignement complémentaire, et pour quelques écoles spéciales aucune sélection publique s'effectuait, comme pour les écoles diplomatiques qui possédaient un important enseignement en langues. Dans les premières classes où commençaient les écoles spéciales il y avait la plupart du temps une transition vers la préparation du baccalauréat.
Les écoles et classes spécifiques liées à une université ou à un établissement d'enseignement supérieur étaient une particularité. Les écoles spécifiques de mathématiques-sciences naturelles orientées vers la technique ainsi que les écoles spécifiques pour la musique contribuaient de manière significative dans leur domaine.

### L'université populaire
L'université populaire (Volkshochschule) était une organisation étatique intégrée au système scolaire général et dépendait depuis 1956 du ministère de l'éducation populaire. Selon le régime, elle fut conçue en une « école supérieure du soir pour les personnes exerçant un métier ». Elle délivrait des bulletins et donnait des cours d'après un programme précis. Son devoir principal était d'amener les personnes suivant cette formation à avoir un diplôme, en particulier le baccalauréat. Il y avait des cours spécialement développés pour les travailleurs en poste, et qui avaient lieu au choix le matin ou l'après-midi. L'examen final avait lieu le même jour que dans les EOS. À partir des années 1970, un retour vers les « traditions » s'opéra : des enseignements généraux furent à nouveau proposés, notamment en langues vivantes, en sciences naturelles, ainsi qu'en art et culture. La forme d'organisation dominante demeura cependant le stage de formation, qui était financé par l'État. Les frais d'inscriptions étaient vraiment peu élevés (ils étaient de 1 mark pour les enseignements finaux, pour les autres stages ils s'élevaient à 3 marks (de l'époque)).

### Perfectionnement des adultes et formation permanente
Les nombreux établissements de formation permanente relevaient eux aussi du système d'enseignement. Les entreprises avaient 1 137 établissement de perfectionnement employant 80 000 enseignants, à quoi venaient s'ajouter l'Université populaire dans les villes, les centres de consultation pour les études par correspondance, les établissements de formation des organisations de masse. Il était donc possible de compléter sa formation, de mettre à jour ses connaissances techniques ou ses aptitudes professionnelles, mais aussi de se perfectionner en sciences sociales, sciences exactes, langues étrangères, histoire de l'art, gratuitement ou moyennant une redevance modique. En RDA, environ le quart des adultes suivaient des cours de la formation permanente.
Une grande importance était attachée au perfectionnement des adultes dans le cadre des activités professionnelles. Il s'agissait de stages de brève durée pendant ou à côté du travail afin de faire connaître aux travailleurs les dernières acquisitions scientifiques et techniques, les technologies et les techniques avancées.
Pour donner aux adultes la possibilité de suivre des études supérieures, techniques et spéciales, des études par correspondances et des cours du soir avaient été créés. Les étudiants étaient libérés de leurs obligations professionnelles afin qu'ils puissent suivre des séminaires, faire des travaux pratiques ou passer leurs examens, rédiger leur mémoire, ceci en continuant de percevoir leur salaire moyen pendant cette période.

## L'idéologie dans le quotidien des écoliers

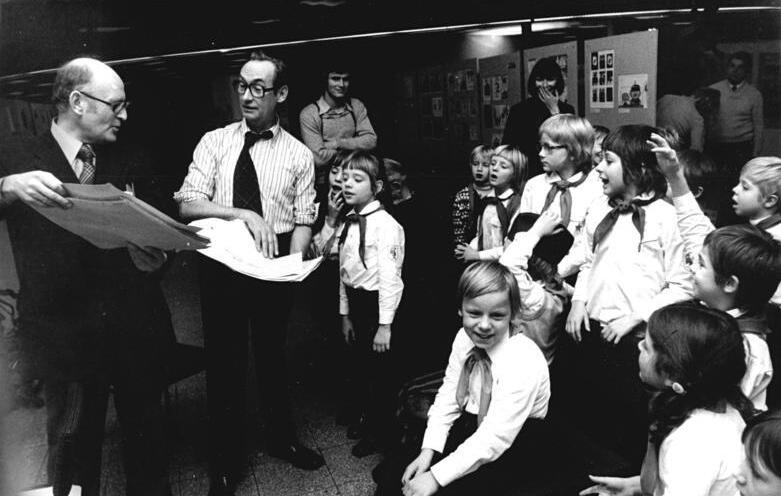
Un après-midi de Pionnier passé dans une exposition.

### En début d'heure
A l'entrée du professeur dans la classe, les élèves devaient se lever. Le professeur disait alors soit le salut des Pionniers « soyez prêts » (Seid bereit) et la classe répondait « toujours prêt » (immer bereit), soit le salut des FDJ, « amitié » (Freundschaft), auquel les élèves répondait eux aussi par « amitié ». Tout le monde pouvait se rasseoir ensuite.

### L'appel
Un appel avait lieu au début et à la fin de l'année scolaire ainsi que lors d'événements spéciaux. Les écoliers portaient l'uniforme des Pionniers ou de la FDJ (Freie Deutsche Jugend, Jeunesse libre allemande) s'il en étaient membres. Il avait lieu dans le gymnase, dans une cour ou encore dans une grande salle. Toutes les classes entraient sur de la musique militaire, rangées par groupement. À la fin d'une année scolaire, des récompenses pour bons résultats scolaires, sportifs ou politiques étaient décernés dans le cadre de l'appel.

### La rue des Meilleurs
Dans quelques écoles, les portraits des meilleurs élèves étaient accrochés en public avec leurs noms. Cette de tradition de la « rue des Meilleurs » était inspirée de celle des entreprises de production.

### Le conseil de groupe
Les élèves d'une classe étant Pionniers votaient pour un conseil de groupe (Gruppenrat). Ce dernier était constitué d'un président du conseil de groupe, d'un suppléant, d'un secrétaire, d'un trésorier, d'un « agitateur » et d'un membre du conseil de l'amitié. Le conseil de groupe gardait le contact avec le professeur et assumait une fonction similaire à celle d'un délégué de classe.

### L'après-midi de Pionnier
Les Pionniers d'une classe se rencontraient régulièrement sous les instructions de leur professeur pour des activités extra-scolaires. L'après-midi de Pionnier était aussi bien destiné à l'éducation politique qu'à l'organisation des loisirs.

### La Patenbrigade
La Patenbrigade était un groupe de collaborateurs (une brigade) d'une entreprise industrielle ou d'une LPG (Landwirtschaftliche Produktionsgenossenschaft, coopérative de production agricole) qui se chargeait de parrainer une classe.

### Les amicales d'élèves
Toutes les écoles et les établissements de l'organisation de la jeunesse, par exemple les maisons des jeunes pionniers, les clubs de jeunes techniciens et amis de la nature, avaient des amicales. Les enfants qui le désiraient pouvaient prendre part à leurs activités. Les amicales étaient gratuites, et les fournitures et le matériel étaient financés par l'État. Ces amicales avaient en fait pour but principal de resserrer les liens entre la jeunesse et le régime.
Les écoles de RDA avaient 25 000 amicales scientifiques et techniques qui avaient près de 300 000 adhérents, les amicales artistiques étaient au nombre de 30 000 et avaient environ 500 000 participants.
Les amicales qui avaient le plus de succès parmi les adolescents étaient celles dont les activités étaient un complément et une concrétisation du programme, par exemple les mathématiques, les sciences exactes, les arts plastiques et les langues vivantes étrangères. Elles étaient dirigées par 14 000 enseignants, 3 000 ouvriers, ingénieurs, techniciens et artistes.

## Le développement du système éducatif socialiste unitaire de la RDA

### L'instauration des écoles dans la zone d'occupation soviétique
Les débuts du système éducatif dans ce qui était à l'époque la zone d'occupation soviétique sont marqués par un remaniement d'envergure du corps enseignant. Près de 71 % des enseignants sont membres du NSDAP, le parti de l'ancien chancelier Adolf Hitler, et une grande partie des manuels scolaires ne peuvent plus être utilisés en raison de leur rattachement à l'idéologie nazie, ce qui est considéré comme un des plus grands problèmes éducatifs d'après-guerre. L'enseignement est un peu partout en pause, puis reprend ensuite en septembre 1945.
Le 27 juillet 1945, l'administration centrale pour l'éducation populaire (Zentralverwaltung für Volksbildung, ZfV) est créée par un décret émanant de l'administration militaire soviétique en Allemagne (Sowjetische Militäradministration in Deutschland, SMAD), dont le but est de mettre au point des propositions sur l'organisation du système éducatif. Avec l'ordonnance n° 40 de la SMAD, les conditions générales juridiques provisoires sont constituées, ce qui autorise aux écoles des enseignements réguliers. Dans un premier temps, le schéma des établissements scolaires de la Mittelschule et du Gymnasium sont conservés. Pourtant, aucune école privée générale n'est conservée, ce qui permet à l'État de la zone d'occupation soviétique d'être assuré d'avoir le monopole concernant le système éducatif. Comme dans toutes les commissions importantes, un homme ayant la confiance totale du gouvernement soviétique siège à la tête de la ZfV. Il s'agit de Paul Wandel (futur premier ministre de l'Éducation de la RDA), l'ancien rédacteur en chef du journal Le Drapeau Rouge (Die Rote Fahne) de l'organe central du Parti communiste d'Allemagne (KPD).
Les autres directives de la ZfV et de la SMAD pour le réemploi des professeurs prévoient que les membres du NSDAP ainsi que les membres actifs d'autres organisations nazies soient éloignés des services éducatifs. Le réemploi d'enseignants ayant perdu leur emploi ou ayant été admonestés par les nazis doit être accentué. Pourtant, dans les débuts, un strict respect de ses directives, à l'exception d'un enseignement généralisé, n'est pas observé et certains membres du NSDAP étant nés après 1920 sont provisoirement maintenus dans leurs fonctions.

#### Nouveaux professeurs
Le problème essentiel pour la politique éducative de la zone d'occupation soviétique est la formation d'un nouveau corps enseignant. Le contrôle du Parti socialiste unifié d'Allemagne (SED) peut aussi de cette façon être assuré dans le domaine de l'éducation. Une formation universitaire destiné à un grand nombre d'enseignants est à court terme impossible. Aussi, les nouveaux professeurs doivent, d'après la volonté des nouveaux détenteurs du pouvoir, être recrutés dans « le cercle démocrate anti-fasciste de l'intelligence allemande », mais aussi dans la classe ouvrière. Un autre critère lors de l'embauche de nouveaux enseignants est la préférence pour les jeunes. C'est ainsi que 40 000 personnes, qui ont déjà une formation et/ou qui reviennent de captivité de guerre sont dans les années suivantes formées dans des cours accélérés. À l'occasion de leur formation, des bases de réformes pédagogiques datant de l'époque de la République de Weimar et qui n'avaient pas encore été mises en place dans le quotidien des écoliers sont instaurées. Les nouveaux professeurs des années 1940 et 1950 jusque dans les années 1980 représentent une part essentielle du corps enseignant est-allemand.
En 1949, 67,8 % des postes d'enseignants sont occupés par des nouveaux professeurs. 47,7 % de ces nouveaux professeurs sont membres du SED, contre 13 % au LDPD et 10 % à la CDU, ces deux derniers étant des partis mis au pas par le régime. Le contrôle du parti concernant le domaine de l'éducation est alors à quelques détails près atteint.

### Loi sur la démocratisation de l'école allemande
Au début de l'été 1946, la loi sur la démocratisation de l'école allemande est adoptée pour les Länder de la zone d'occupation soviétique. Ceci ouvre des perspectives pour les vingt années à venir et aussi par conséquent pour les trois années suivantes de fondation de la RDA. La loi est le point de départ de la nouvelle organisation de l'ensemble du système éducatif de la zone d'occupation soviétique. Le système scolaire divisé disparaît en automne 1946 en faveur d'un système scolaire unitaire complexe constitué de plusieurs formes d'écoles. L'école primaire, qui durait 8 ans, en constituait l'élément central et est transformée progressivement en l'École Polytechnique générale de dix classes par une multitude de réformes.
Fait digne d'attention, l'école unitaire formulait déjà un but éducatif pour les enfants de trois à six ans ancré dans la loi, à savoir la préparation pour l'école.
Les lois éducatives suivantes sont efficaces pour la RDA :
- La loi sur la démocratisation de l'école allemande (Gesetz zur Demokratisierung der deutschen Schule) du 1er juillet 1946 au 2 décembre 1959 ;
- Loi sur la scolarité obligatoire de la RDA (Gesetz über die Schulpflicht in der Deutschen Demokratischen Republik) du 15 décembre 1950 au 2 décembre 1959[9] ;
- Première loi éducative de la RDA (Loi sur le développement socialiste du système éducatif en RDA, Gesetz über die sozialistische Entwicklung des Schulwesens in der Deutschen Demokratischen Republik) du 2 décembre 1959 au 25 février 1965[10] ;
- Seconde loi éducative de la RDA (loi sur le système éducatif socialiste unitaire, Gesetz über das einheitliche sozialistische Bildungsystem) du 25 février 1965 jusqu'à l'entrée en vigueur de la loi éducative des Lands du Brandebourg, du Mecklembourg-Poméranie-Occidentale, de la Saxe, de la Saxe-Anhalt, de la Thuringe et de la République fédérale allemande dans les années 1991-1992[11].

## Notes et certificat de fin d'études

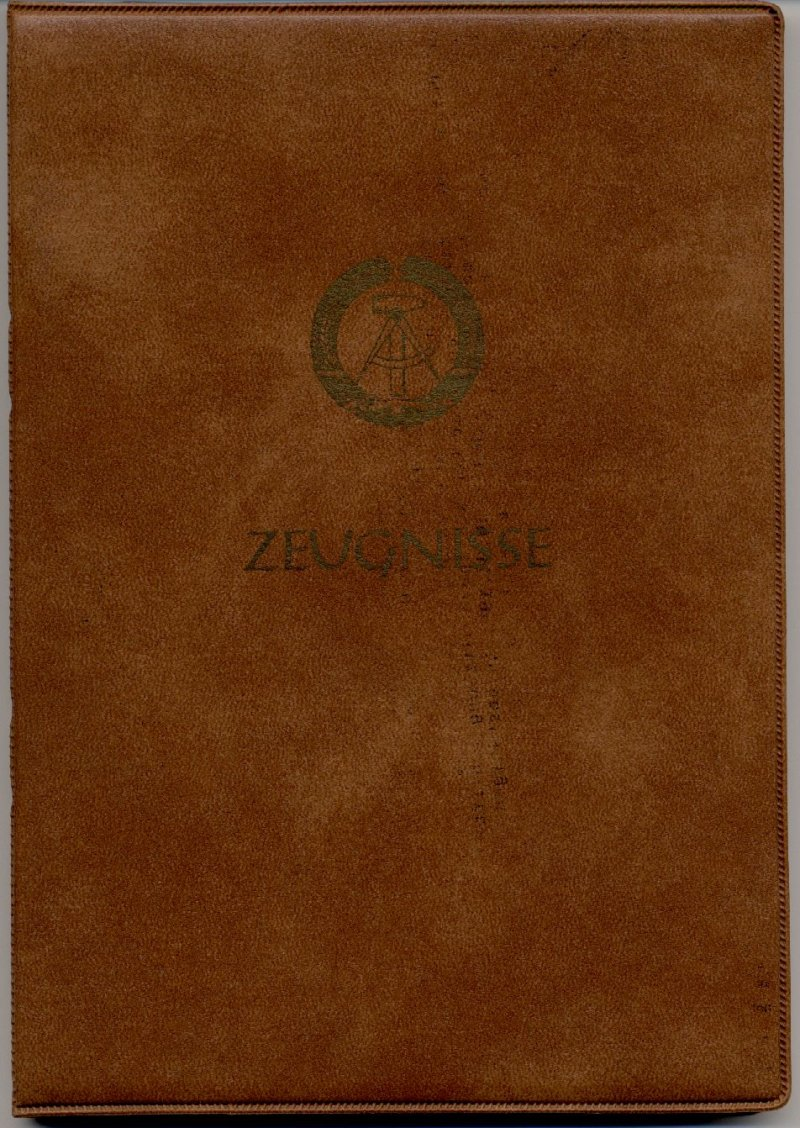
Pochette d'un bulletin en simili-cuir.

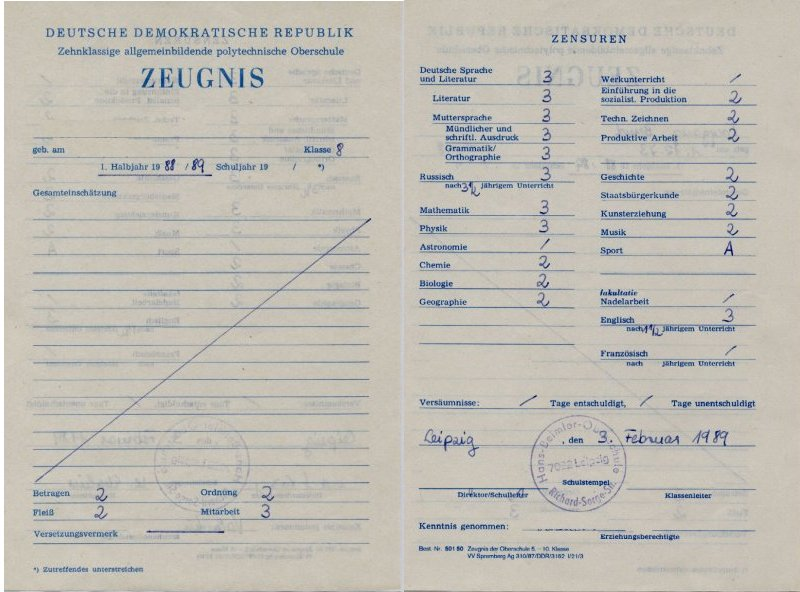
Bulletin d'une demie année scolaire.